# 1274

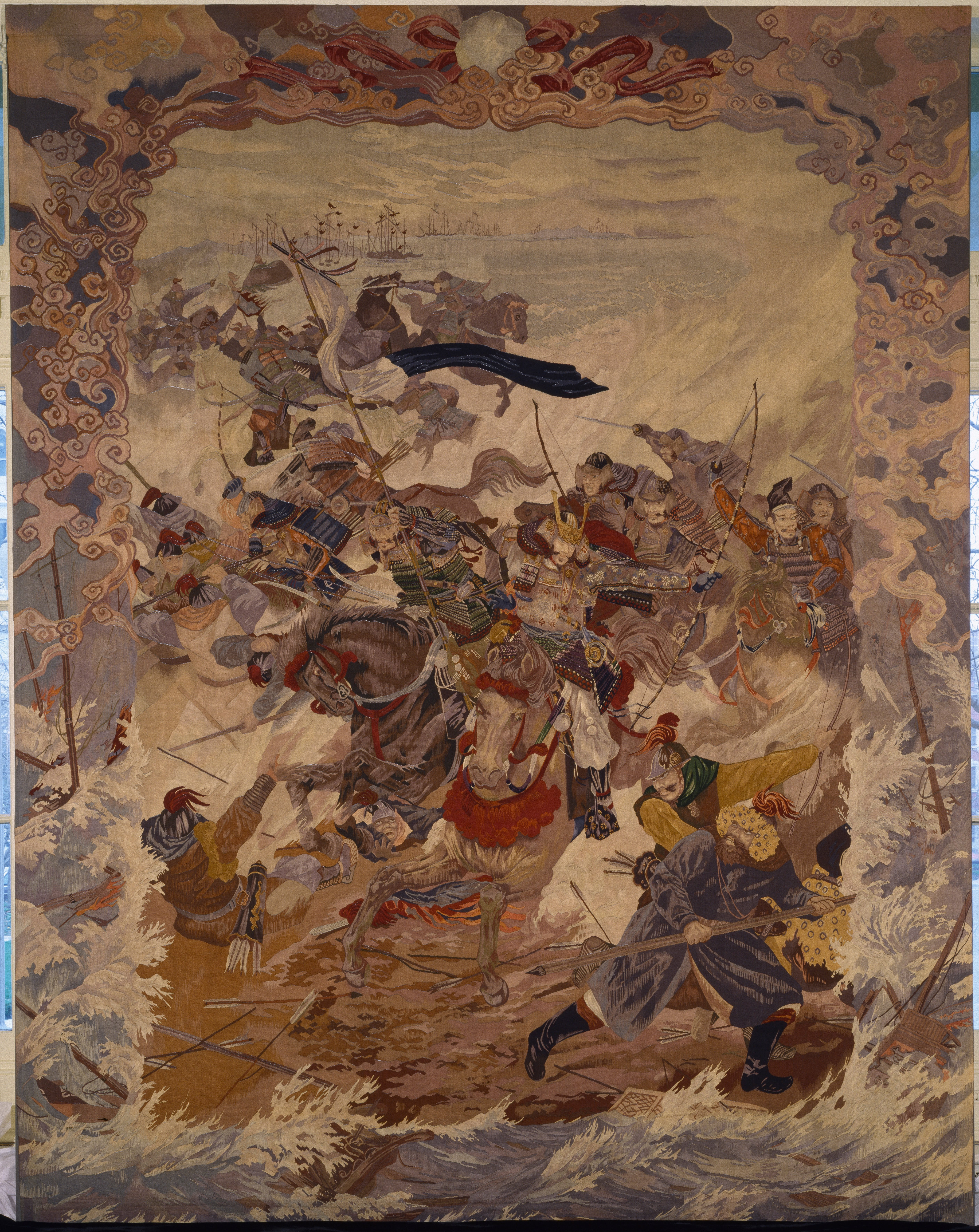
Mongoolse invasie in Japan

Het jaar 1274 is het 74e jaar in de 13e eeuw volgens de christelijke jaartelling.

## Gebeurtenissen
maart
- 6 - De Japanse keizer Kameyama treedt af maar blijft achter de schermen de macht uitoefenen.

mei
- 7-17 juli - Tweede Concilie van Lyon onder leiding van paus Gregorius X
  - Een nieuwe kruistocht wordt voorbereid.
  - De filioque-doctrine wordt geaccepteerd, ook door de aanwezige oosterse bisschoppen. Dit wordt echter later door de oosters-orthodoxe kerk verworpen, en het Groot Schisma wordt dus alsnog niet opgelost.

juli
- 16 - De apostolische constitutie Ubi Periculum wordt uitgevaardigd. Pausen worden voortaan gekozen in een conclaaf achter gesloten deuren.

augustus
- 19 - Eduard I keert terug van de negende kruistocht en wordt gekroond als koning van Engeland.
- 21 - Filips III van Frankrijk trouwt met Maria van Brabant.

september
- 7 - De Grote of Sint-Stevenskerk in Nijmegen wordt ingewijd.

oktober
- 5 - De Mongolen landen op Tsushima. Tsushima en Iki worden verslagen en verwoestingen aangericht. Zie Mongoolse invasies van Japan.

november
- 19 - De Mongolen landen aan de Hakatabaai.
- 20 - Slag om Bun'ei: De Japanners, hoewel sterk in de minderheid en onervaren in grote veldslagen, weten de Mongoolse troepen af te slaan
- 21 - Een tyfoon steekt op. Een derde van de Mongoolse schepen gaat verloren, de rest trekt zich terug naar Korea.
- november: Rijksdag van Neurenberg. Oostenrijk, Stiermarken en Karinthië, door Ottokar II van Bohemen verkregen door middel van huwelijk, dienen in plaats daarvan te vervallen aan de kroon.
- 1273-1275: Kennemer opstand, opstand van het Kennemerland en Gijsbrecht IV van Amstel tegen het Sticht Utrecht, Holland en de Hollandse steden.
  - Beleg van Haarlem: Belegering van de stad Haarlem gedurende zes weken
  - Zowel de stad Haarlem als de bevolking van het Kennemerland krijgen meer privileges.
- Ramon Llull schrijft zijn Art Lul·liana
- De graafschappen Santa Fiora en Sovana worden gevormd.
- Het graafschap Henneberg wordt verdeeld in Henneberg-Schleusingen, Henneberg-Aschach en Henneberg-Hartenberg
- Landau in der Pfalz krijgt stadsrechten.
- oudst bekende vermelding: Ulvenhout

## Opvolging
- Glogau - Koenraad I opgevolgd door zijn zoon Hendrik III
- Japan (6 maart) - Kameyama opgevolgd door zijn zoon Go-Uda
- Luik - Hendrik III van Gelre opgevolgd door Johan van Edingen
- Navarra - Hendrik I opgevolgd door zijn dochter Johanna I onder regentschap van dier moeder Blanca van Artesië
- Rodez - Hugo IV opgevolgd door Herman II
- Schwerin - na de dood van Günzel III verdeeld onder zijn zonen Helmhold III (Schwerin-Neustadt), Günzel IV (Schwerin-Neuschwerin), Niklot I (Schwerin-Wittenburg)
- Song (China) - Duzong opgevolgd door zijn zoon Gongdi

## Afbeeldingen

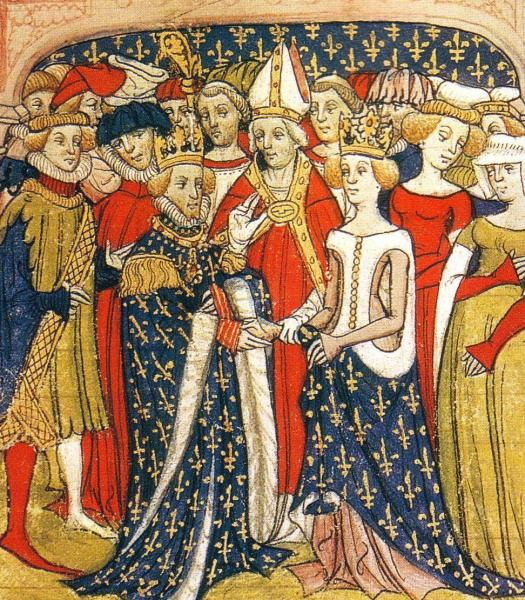
Filips III en Maria van Brabant
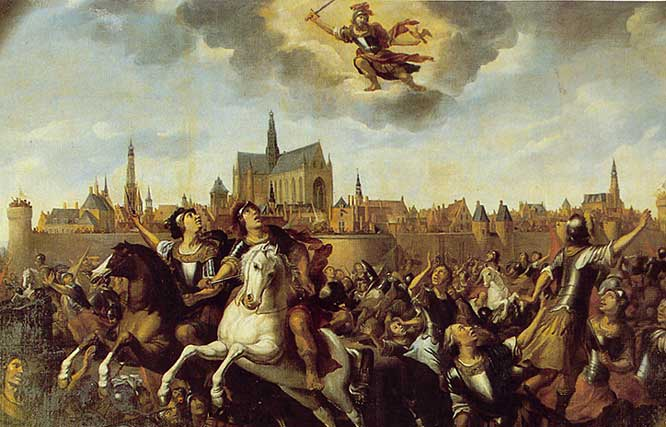
Sint Bavo helpt Haarlem tijdens het beleg
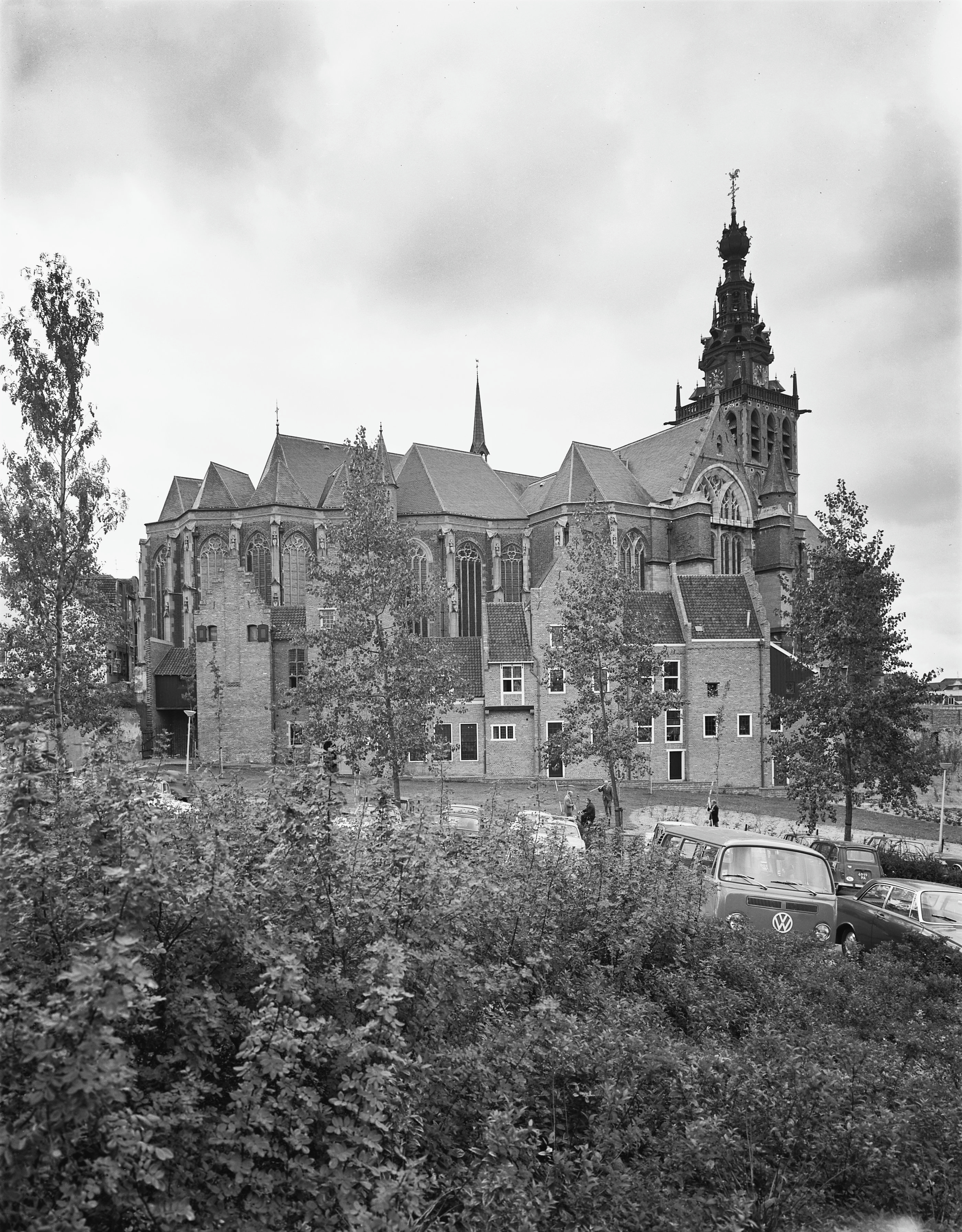
Sint Stevenskerk Nijmegen

## Geboren
- 9 februari - Lodewijk van Toulouse, bisschop van Toulouse
- 11 juli - Robert the Bruce, koning van Schotland (1306-1329)
- 4 oktober - Rudolf I, hertog van Opper-Beieren en paltsgraaf aan de Rijn (1294-1317)
- Erik VI, koning van Denemarken (1286-1319)
- Ibn al-Yayyab, Andalusisch staatsman
- Yolande van Monferrato, echtgenote van Andronikos II (jaartal bij benadering)

## Overleden
- 18 februari - Jakob Erlandsen, aartsbisschop van Lund
- 7 maart - Thomas van Aquino (~49), Italiaans filosoof en theoloog
- 26 juni - Nasir al-Din al-Toesi (73), Perzisch wetenschapper
- 15 juli - Bonaventura (~53), Italiaans theoloog
- 6 augustus - Koenraad I, hertog van Glogau
- 15 augustus - Robert de Sorbon (72), Frans theoloog
- 2 september - Munetaka (31), shogun (1252-1266)
- 20 oktober - Engelbert II van Valkenburg, aartsbisschop van Keulen
- oktober - Günzel III, graaf van Schwerin
- Clarissa van Noordwijk, Hollands abdis
- Song Duzong (~52), keizer van Song (1264-1274)
- Saverik IV van Thouars (~77), Frans edelman
- Reinaart van Heeze, Brabants edelman (jaartal bij benadering)